# Great Lakes Gas Transmission
Great Lakes Gas Transmission — канадський трубопровід для поставок природного газу на схід країни, що проходить через ряд штатів США.
Компанія TransCanada подає ресурс до прикордонного пункту Емерсон в Манітобі, звідки по території США його транспортують одразу дві системи — Viking Gas Transmission, яка постачає паливо місцевим споживачам, та значно потужніша Great Lakes Gas Transmission. Остання проходить через Міннесоту та Вісконсин до штату Мічиган, де послідовно перетина міжозерні дефіле Верхнє/Мічиган (при руху у східному напрямку) та Мічиган/Гурон (після повороту на південь). В підсумку Great Lakes Transmission перетинає кордон та потрапляє до канадської провінції Онтаріо. Можливо відзначити, що станом на середину 2000-х років біля 85 % протранспортованого по системі газу призначалось саме для транзиту в Онтаріо.
Great Lakes Transmission, вперше введена в дію у 1967 році, після проведеної модернізації складається з двох ниток діаметром 900 мм. Її загальна довжина (у однонитковому виконанні) становить 2115 миль, а пропускна здатність перевищує 22 млрд.м3 на рік.
Great Lakes Transmission має інтерконектори з потужними трубопровідними системами, що постачають природний газ до району Великих озер з півдня — один з Northern Natural Gas у Вісконсині та три з ANR Pipeline на схід від озера Мічиган. Існують також перемички з п'ятма меншими місцевими мережами. Крім того, Great Lakes Transmission сполучена з підземними сховищами газу компаній Mid Michigan Gas Storage Company, ANR Storage Company та Bluewater Gas Storage LLC.